# Pierre de Rangouze
Pierre de Rangouze (auch: Rangouse; * im 17. Jahrhundert im Agenais; † nach 1650) war ein französischer Autor panegyrischer Briefsteller.

## Leben und Werk
Pierre de Rangouze war Sekretär des Marschalls Pons de Lauzières, Marquis von Thémines, und brachte es bis zum Historiograph des Königs. Er erwarb ein Vermögen durch das Schreiben von Sammlungen von Lobeshymnen auf lebende Personen, die er in prächtigem Drucksatz ohne Seitenzahl drucken ließ, sodass er bei der Versendung an die jeweils anvisierte Person diese an den Anfang der Sammlung rücken konnte, wofür sie sich zu finanziellem Dank verpflichtet fühlte.

## Werke

### Lettres héroïques
- Lettres héroïques aux grands de l’estat, par le Sr de Rangouze. L’imprimerie des nouveaux caracthères inventés par P. Moreau, 1644.
- Le Temple de l’honneur, aux illustres dames du siècle. Septiesme partie des Lettres héroïques du Sr de Rangouze. 1654.
- Le Temple de la gloire, aux héros de la France. Septiesme partie des Lettres héroïques du Sr de Rangouze. 1654.

### Lettres panégyriques
- Lettres panegyriques aux héros de la France. 1647.
- Lettres panégyriques aux plus grandes reynes du monde, aux princesses du sang de France. 1650.
- Lettres panégyriques au Chancellier de France, aux présidens au mortier, conseillers d’estat, maistres des requestes et autres personnes illustres. 1650.
- Lettres panegyriques au Roy, aux princes du sang, autres princes, ducs pairs, et officiers de la couronne. 1650.
- Lettres panégyriques aux chevaliers des ordres, ambassadeurs et autres seigneurs du royaume. 1650.
- Lettres panégyriques aux ministres d’estat, sur-intendans des finances, secrétaires des commandemens, et autres seigneurs du conseil. 1650.
- Lettres panégyriques aux princes et prélats de l’Église. 1650.